# Mictodoca
Mictodoca es un género de polillas perteneciente a la familia Geometridae, erigido por el entomólogo inglés Edward Meyrick en 1892. Se encuentra distribuido con endemismo en Australia.